# Valentine Tessier

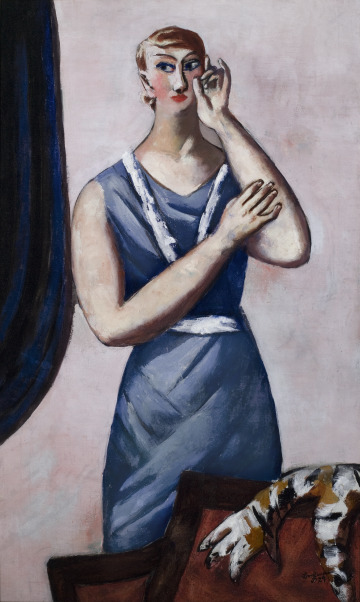
Max Beckmann (1929)

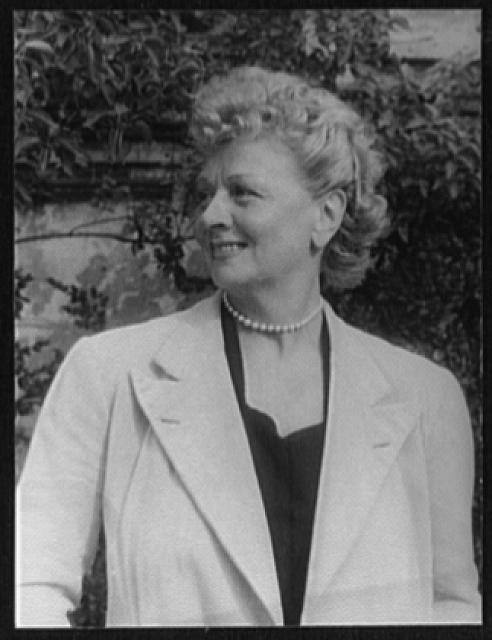
Carl van Vechten (1949)

Valentine Tessier (geboren 5. August 1892 in Paris; gestorben 11. August 1981 in Vallauris) war eine französische Schauspielerin.

## Leben
Valentine Tessier besuchte das Conservatoire de musique et de déclamation bei Paul Mounet. Ihr Theaterdebüt hatte sie 1913 bei Jacques Copeau, mit dessen Theatertruppe sie von 1917 bis 1919 in den USA tourte. Sie wirkte in den von Louis Jouvet inszenierten Uraufführungen von Jean Giraudoux Siegfried (1928), Amphitryon 38 (1929) und Intermezzo (1933) mit sowie in den Stücken Jean de la Lune (1929) und Domino (1932) von Marcel Achard. Ihr letzter Bühnenauftritt in einer langen Theaterkarriere erfolgte 1967 in einer Repertoireaufführung in Hubert Gignoux’ Inszenierung von Dürrenmatts La Visite de la vieille dame (Besuch der alten Dame).
Sie bekam zwischen 1911 und 1914 Rollen in mehreren Filmen von Camille de Morlhon, auch ihr Auftritt 1928 in Un chapeau de paille d’Italie von René Clair war noch stumm. In der Filmgeschichte bekannt ist ihre Darstellung der Protagonistin in Jean Renoirs Erstverfilmung der Madame Bovary. Sie spielte bis 1974 in 30 Spielfilmen mit, so in Justice est faite von André Cayatte (1950) und Églantine von Jean-Claude Brialy (1972).
Tessier ließ sich von Marie Laurencin und von Max Beckmann porträtieren.

## Filme (Auswahl)
- 1933: Madame Bovary
- 1953: Lucrezia Borgia (Lucrèce Borgia)
- 1956: Der Glöckner von Notre Dame (Notre Dame de Paris)
- 1959: Maigret kennt kein Erbarmen (Maigret et l’affaire Saint-Fiacre)